# Разан-Сай
Разан-Сай (кирг. Разан-Сай) — село в Аксыйском районе Джалал-Абадской области Кыргызстана. Входит в состав Ак-Жолского айылного аймака.

## География
Село расположено в южной части области, на правом берегу реки Нарын, на расстоянии приблизительно 43 километров (по прямой) к востоку от города Кербен, административного центра района. Абсолютная высота — 674 метра над уровнем моря.

## Население
Согласно оценочным данным Национального статистического комитета Кыргызской Республики, численность населения села на начало 2023 года составляла 303 человека.
| год     | 2009 | 2014 | 2015 | 2020 | 2021 | 2023 |
| ------- | ---- | ---- | ---- | ---- | ---- | ---- |
| человек | 249  | 286  | 283  | 304  | 305  | 303  |